# (35706) 1999 FG25
1999 FG25 (asteroide 35706) é um asteroide da cintura principal. Possui uma excentricidade de 0.12584040 e uma inclinação de 5.48816º.
Este asteroide foi descoberto no dia 19 de março de 1999 por LINEAR em Socorro.